# Heinrich List (Richter)
Heinrich List (* 15. März 1915 in Mittermühle; † 18. Juli 2018 in München) war ein deutscher Richter und Steuerrechtswissenschaftler. Er war von 1978 bis 1983 Präsident des Bundesfinanzhofs. List zählt zu den großen Richterpersönlichkeiten des BFH; er hat die deutsche „Rechtsprechung wesentlich mit geprägt und entscheidende Impulse für die Fortentwicklung des Steuerrechts gegeben“.

## Leben
1934 machte er Abitur am Wilhelmsgymnasium München und studierte Rechts- und Staatswissenschaften an der Ludwig-Maximilians-Universität München. Sein Studium schloss er 1937 mit dem ersten Staatsexamen ab. Nach Kriegsdienst und anschließender Kriegsgefangenschaft konnte er seine Referendarausbildung bei der Zollverwaltung anfangen. Seine richterliche Tätigkeit begann 1955 mit einer Abordnung an den Bundesfinanzhof. Im Jahr 1959 wurde er Richter am Finanzgericht München. 1961 wurde er zum Finanzgerichtsdirektor, also zum Kammervorsitzenden eines Spruchkörpers des Finanzgerichts, ernannt.
Zum Richter am Bundesfinanzhof wurde List am 1. Juni 1962 gewählt. Entsprechend seiner früheren Tätigkeit war List hier zunächst im Zollsenat tätig. 1972 zum Senatspräsidenten ernannt, übernahm er den Vorsitz des III. Senats für Einheitsbewertung, Vermögensteuer und Investitionszulagen des Bundesfinanzhofs. Es folgten die Ernennungen zum Vizepräsidenten (1974) und zum Präsidenten (1978) des Bundesfinanzhofs. Nach Erreichen der Altersgrenze trat List im Jahr 1983 in den Ruhestand.
Neben seiner richterlichen Tätigkeit profilierte sich List auch als Steuerrechtswissenschaftler. Von 1964 bis 1987, ab 1967 als Honorarprofessor, lehrte er Steuerrecht an der Universität Erlangen-Nürnberg. List hat zahlreiche Aufsätze zum deutschen Steuerrecht veröffentlicht.
Heinrich List war Mitglied der katholischen Studentenverbindung KSStV Alemannia München im KV. Er lebte in München.
Er starb am 18. Juli 2018 im Alter von 103 Jahren.

## Ehrungen und Auszeichnungen
- 1983: Großes Verdienstkreuz mit Stern und Schulterband des Verdienstordens der Bundesrepublik Deutschland
- Bayerischer Verdienstorden